# جواو نوفا
جواو نوفا هو لاعب كرة قدم برتغالي، (ولد في البرتغال 1907 – 1989 م). شارك مع منتخب البرتغال لكرة القدم. أما مع النوادي، فقد لعب مع نادي بوافيشتا ونادي بورتو.

## وصلات خارجية
- جواو نوفا على موقع قاعدة بيانات كرة القدم.إي يو (الإنجليزية)